# Lupettiana
Lupettiana is een geslacht van spinnen uit de  familie van de Anyphaenidae (buisspinnen).

## Soorten
- Lupettiana bimini Brescovit, 1999
- Lupettiana eberhardi Brescovit, 1999
- Lupettiana levii Brescovit, 1999
- Lupettiana linguanea Brescovit, 1997
- Lupettiana manauara Brescovit, 1999
- Lupettiana mordax (O. P.-Cambridge, 1896)
- Lupettiana parvula (Banks, 1903)
- Lupettiana piedra Brescovit, 1999
- Lupettiana spinosa (Bryant, 1948)